# Esteve (fill de Tucídides)
Esteve (en llatí Stephanus, en grec antic Στέφανος) fou un escrivà grec, un dels dos fills de Tucídides. Plató comenta que encara que el seu pare el va educar amb gran cura, no va ser capaç d'arribar a l'excel·lència. Ateneu de Naucratis en fa menció, i diu que va ser l'escrivà d'un decret d'Alcibíades gravat a un pilar del temple d'Hèrcules a Cynosargos.